# Шишино (Бєлгородська область)
Шишино (рос. Шишино) — село у Бєлгородському районі Бєлгородської області Російської Федерації.
Населення становить 400 осіб. Входить до складу муніципального утворення Біломістненське сільське поселення.

## Історія
Населений пункт розташований у східній частині української суцільної етнічної території — східній Слобожанщині.
Згідно із законом від 20 грудня 2004 року № 159 від 1 січня 2006 року належить до муніципального утворення Біломістненське сільське поселення.

## Населення
| 2002 | 2010 |
| ---- | ---- |
| 344  | ↗400 |

## Люди
В селі народився Роботягов Микола Павлович (1924—2004) — український графік.